# Tratado Cobden–Chevalier
O Tratado Cobden-Chevalier foi um acordo de livre comércio anglo-francês assinado entre o Reino Unido e a França em 23 de janeiro de 1860. Depois que a Grã-Bretanha iniciou políticas de livre comércio em 1846, ainda permaneciam tarifas com a França. O tratado de 1860 acabou com as tarifas sobre os principais itens de comércio—vinho, conhaque e produtos de seda da França, e carvão, ferro e produtos industriais da Grã-Bretanha.
A nova política foi amplamente copiada por toda a Europa. Segundo Stephen Krasner, o tratado desencadeou uma "era dourada do livre comércio" na Europa, que durou até o final da década de 1870. Foi o primeiro de oito tratados de "nação mais favorecida" que os britânicos negociaram na década de 1860. Na década de 1880, no entanto, o aumento do protecionismo na Alemanha, nos Estados Unidos e em outros lugares tornou o tratado menos relevante. Foi o primeiro acordo moderno de livre comércio.
É nomeado após os principais criadores britânico e francês do tratado, Richard Cobden MP e Michel Chevalier.

## Origens e negociações
Em uma sessão parlamentar de 1859, o amigo e aliado político de Cobden, John Bright, perguntou por que, em vez de gastar dinheiro em armamentos contra uma possível invasão francesa, o governo britânico não tentava persuadir o imperador francês Napoleão III a comercializar livremente com a Grã-Bretanha. Ao ler este discurso, Chevalier escreveu para Cobden e providenciou encontrá-lo na Inglaterra. Ele descobriu que Cobden estava planejando visitar Paris por razões familiares no inverno. Chevalier incentivou Cobden a se encontrar com o imperador para tentar persuadi-lo dos benefícios do livre comércio. Em setembro, Cobden visitou o Chanceler do Tesouro William Ewart Gladstone e ambos concordaram que um tratado comercial entre a Grã-Bretanha e a França era uma boa ideia.
Após conversas com Chevalier e o Ministro francês do Comércio Eugène Rouher em Paris, Cobden teve sua primeira audiência com o imperador em 27 de outubro de 1859. Eles discutiram o livre comércio e o Imperador o informou que ele poderia alterar tarifas por decreto se isso fizesse parte de um tratado internacional, mas que estava preocupado que o livre comércio deixaria os trabalhadores franceses desempregados. Cobden respondeu que o livre comércio tendia a aumentar em vez de diminuir a demanda por trabalho e que, devido às suas reformas tarifárias, Sir Robert Peel passou a ter grande fama e reputação na Grã-Bretanha. O Imperador respondeu: "Estou encantado e lisonjeado com a ideia de realizar um trabalho similar em meu país; mas é muito difícil na França fazer reformas; fazemos revoluções na França, não reformas".
Em 9 de dezembro, Chevalier disse a Cobden que Rouher havia elaborado um plano para um tratado comercial que seria submetido para aprovação do imperador no dia seguinte. No entanto, o Imperador estava preocupado com as vantagens definitivas que a França ganharia ao adotar o livre comércio: a Grã-Bretanha era tão dependente do comércio que estava constantemente com medo da guerra, enquanto a França poderia suportar a guerra com muito menos inconveniente. Persigny, o embaixador francês na Grã-Bretanha, advertiu o Imperador que a guerra com a Grã-Bretanha era uma possibilidade real, a menos que algum tipo de aliança com a Grã-Bretanha fosse assinada, e que com tal aliança em vigor não importava o que outros estados europeus pensassem. Rouher apresentou ao Imperador seu plano comercial com sessenta páginas de argumentos favoráveis, que o Imperador aprovou. O Imperador anunciou o tratado em uma carta publicada em 15 de janeiro de 1860 e isso causou fúria entre os interesses protecionistas.
O economista da Universidade de Princeton Gene Grossman descreveu o tratado como o "primeiro acordo comercial moderno". Segundo Stephen Krasner, o tratado desencadeou uma "era dourada do livre comércio".

## Assinatura
Em 23 de janeiro de 1860 no Ministério dos Negócios Estrangeiros britânico, os plenipotenciários de ambas as nações assinaram e selaram o tratado. Lord Cowley, o Embaixador britânico na França, e Cobden assinaram em nome da Grã-Bretanha, e Jules Baroche, o Ministro dos Negócios Estrangeiros francês, e Rouher pela França. No entanto, descobriu-se então que havia sido escrito no tratado coque e carvão inglês em vez de britânico, e porto quando era para ser transporte marítimo. O tratado foi reescrito e assinado e selado em 29 de janeiro.

## Efeitos
O tratado reduziu as taxas francesas sobre a maioria dos produtos manufaturados britânicos para níveis não superiores a 30% e reduziu as taxas britânicas sobre vinhos e conhaques franceses. Em consequência, o valor das exportações britânicas para a França mais que dobrou na década de 1860 e a importação de vinhos franceses para a Grã-Bretanha também dobrou. A França encerrou o tratado em 1892 em favor da tarifa Méline.
Segundo um estudo de 2022, o tratado aumentou substancialmente o comércio entre os membros do tratado.